# Maria Vitória de Noailles
Maria Vitória Sofia de Noailles (em francês:  Marie-Victoire-Sophie de Noailles; Palácio de Versalhes, 6 de maio de 1688 – Paris, 30 de setembro de 1766), era filha de Anne Jules de Noailles, 2º Duque de Noailles, e de sua esposa, Marie-Françoise de Bournonville. O seu segundo marido foi Luís Alexandre de Bourbon, Conde de Toulouse, o mais novo filho legitimado do Rei Luís XIV da França e de sua maîtresse-en-titre, Madame de Montespan.

## Biografia
Maria Vitória nasceu em Versalhes a 6 de maio de 1688. Foi uma das vinte crianças. Muitas das suas irmãs casaram-se com importantes famílias nobres de França. A sua irmã Marie-Christine casou com Antoine de Gramont, Duque de Guiche em 1687. A outra irmã, Lucie Félicité, casou-se com o Marechal d'Estrées, sobrinho-neto da famosa amante do Rei Henrique IV, Gabrielle d'Estrées. Ainda a sua outra irmã casou-se com Charles de Baume Le Blanc, sobrinho de Louise de La Vallière, e tornou-se mãe de Louis César de La Baume Le Blanc.
Em 1707, Maria Vitória casou com Louis de Pardaillan de Gondrin, cujo pai, Louis Antoine de Pardaillan de Gondrin, era filho de Louis Henri de Pardaillan de Gondrin, Marquês de Montespan (1640-1701) e de sua esposa, Francisca Atenas de Rochechouart de Mortemart, Marquesa de Montespan. Assim, enquanto o seu primeiro marido era neto da Madame de Montespan, o segundo marido, o Conde de Toulouse (1678-1737), era filho de Madame de Montespan, com Luís XIV, tio do seu primeiro marido, dez anos mais novo que o seu sobrinho.
Durante o seu primeiro casamento, Maria Vitória, Marquesa de Gondrin, foi uma Dama de Companhia da neta do rei, a Duquesa de Borgonha, futura Delfina de França, e mãe do Rei Louis XV.
Em 1712, tanto o seu marido como a Duquesa de Borgonha, morreram. A 2 de fevereiro de 1723, Maria Vitória casou numa cerimonia secreta com o Conde de Toulouse, o filho legitimado mais novo de Luís XIV, e Madame de Montespan. O casamento foi anunciado somente após a morte do Regente em dezembro do mesmo ano.
Quando se casou com o Conde de Toulouse, Maria Vitória, tornou-se:
- Condessa de Toulouse
- Duquesa de Vendôme
- Duquesa de Rambouillet
- Duquesa de Arc-en-Barrois
- Duquesa de Châteauvillain
- Duquesa de Penthièvre

O Conde e a Condessa de Toulouse tinham quartos oficiais em Versalhes. Os seus apartamentos, que mais tarde foram dados para as filhas do novo rei, Luís XV, estavam situados no piso térreo do palácio e foram o ex-conjunto de salas que pertenciam à sogra, Madame de Montespan.
O Conde de Toulouse morreu em dezembro de 1737. Em 1744, Maria Vitória ajudou a organizar o casamento do seu filho. A noiva escolhida era uma princesa italiana, Maria Teresa Felicidade d'Este, que também era uma descendente da Madame de Montespan. A noiva era neta de Francisca Maria de Bourbon, irmã do Conde de Toulouse, que havia casado com o Duque d'Orléans, Regente da França durante a menoridade do Rei Luís XV.
Ela tinha uma relação muito boa com o jovem Luís XV, que foi padrinho do seu filho. De acordo com o livro de Nancy Mitford's sobre a Madame de Pompadour, ela era a única mulher a quem era permitido ver o jovem rei sem marcação oficial. Também tinha acesso a todos os seus documentos privados de estado. Depois da morte de sua mãe, quando Luís XV tinha apenas dois anos de idade, Marie Victoire, tornou-se o membro feminino da família mais próximo jovem órfão.
A 30 de setembro de 1766, Maria Vitória faleceu no Hôtel de Toulouse, a moradia Parisiense comprada pelo marido em 1713.Foi enterrada ao lado do marido na cripta familiar da igreja da então vila de Rambouillet, posteriormente, o seu corpo e o do seu marido foram removidos pelo seu filho, o Duque de Penthièvre, para o Collégiale de Saint-Etienne de Dreux, depois de ter vendido o Château de Rambouillet, e o seu vasto domínio do Rei Luís XVI, em 1783.

## Descendência
Do seu primeiro casamento, teve dois filhos:
- Louis de Pardaillan de Gondrin (1707-1743), Duque de Antin; casado com Francisca Gillonne de Montmorency-Luxemburgo, com descendência;
- Antoine François de Pardaillan de Gondrin (1709-1741), Marquês de Gondrin, faleceu solteiro.

De seu segundo casamento, teve um filho: 
- Luís João Maria de Bourbon (1725-1793), Duque de Penthièvre, que foi o fundador da Casa de Bourbon-Penthièvre.

Maria Vitória é um ancestral direto da moderna Casa de Orleães, através de sua neta, Luísa Maria Adelaide de Bourbon, esposa de Luís Filipe II, Duque d'Orleães, que era mãe de Luís Filipe I, Rei dos franceses. Através da Casa de Orleães, é também ancestral das modernas famílias reais belga, brasileira e búlgara.

## Títulos, estilos, honras e armas

### Títulos e estilos
- 6 de maio de 1688 - 25 de janeiro de 1707: Maria Vitória de Noailles
- 25 de janeiro de 1707 - 22 de fevereiro de 1712: Madame la Marquise de Gondrin
- 22 de fevereiro de 1712 - 2 de fevereiro de 1723: Madame la Marquise de Gondrin Douairière
- 2 de fevereiro de 1723 - 1 de dezembro de 1737: Sua Alteza Sereníssima, a Condessa de Toulouse
- 1 de dezembro de 1737 - 30 de setembro de 1766: Sua Alteza Sereníssima, a Condessa Viuva de Toulouse